# Aron Wolf
Pour les articles homonymes, voir Wolf.
Aron Wolf (Strasbourg, 22 mars 1918 -Saint-Germain près de Villemotier (Ain), 19 mai 1944) est un rabbin (à titre posthume) et résistant français.

## Éléments biographiques
Aron Wolf naît dans un village près de Strasbourg, le septième des huit enfants de Moïse Wolf et de Sara Rein. Sa mère est d'origine suisse. Sa famille est membre de la synagogue orthodoxe non-consistoriale: la Communauté Etz Haïm, rue Kageneck.
L'un de ses frères sera un Hazzan après la Seconde Guerre mondiale. Aron Wolf fait ses études secondaires à Strasbourg, participant en outre à la mise sur pied de l'antenne locale des Éclaireurs israélites de France, puis part en Lituanie étudier à la Yeshiva de Mir (Mir aujourd'hui se trouve en Biélorussie), en 1938-1939 avec celui qui allait devenir le grand-rabbin Ernest Gugenheim.
Retourné en France, il effectue son service militaire, et est mobilisé en cours de service lorsque la Seconde Guerre mondiale éclate. Il est démobilisé en mars 1941.
En avril 1941, il entre au Séminaire israélite de France, replié à Chamalières.
Le Grand Rabbin Maurice Liber, qui dirige le Séminaire, lui confie la charge d'aumônier du camp de cadres des Éclaireurs israélites, en été 1942. À l'automne 1943, le Séminaire israélite est expulsé du Puy-de-Dôme et s'installe à Lyon.
Aron Wolf continue son travail auprès de la jeunesse juive (il fait partie des dirigeants du mouvement Yechouroun), tout en poursuivant ses études rabbiniques.
Il s'engage dans un corps franc du mouvement résistant lyonnais France d'abord, dirigé par son ami le rabbin Samy Klein. 
Une fois par semaine, il donne des cours de religion à des jeunes, pour la plupart des anciens éclaireurs, dans la ferme-école de Saint-Germain près de Villemotier, dans l'Ain.
Lors d'un de ces cours, la Gestapo l'arrête et le fusille immédiatement dans la cour de la ferme. Son corps est transféré au cimetière israélite de Lyon, rue du rabbin Abraham Bloch.

## Postérité
À la demande du Consistoire central, le Grand-rabbin de France lui décerne à titre posthume le titre de rabbin. Son épouse, Blima, et leur fille lui ont survécu. Son œuvre inédite sur La Sortie d'Égypte chez les Prophètes est citée dans l'ouvrage d'André Neher sur le prophète Amos.Il entreprit la traduction de l'ouvrage de Moché Haïm Luzzatto: Messilat Yecharim. Cette traduction, terminée par Jean Poliatschek, préfacée par Georges Vajda, sera publiée en 1956 sous le titre de: Le Sentier de rectitude. Son dernier sermon de Pessah, un mois avant son assassinat, est devenu un classique, par la portée et le symbolisme de son message.

## Œuvres
- Aron Wolf. La Sortie d'Égypte chez les Prophètes. tude inédite, 1943.
- Aron Wolf. Traduction partielle du Sentier de rectitude de Moïse Haim Luzzato. Presses universitaires de France: Paris, 1956.É
- Moses Chayyim Luzzato. Le Sentier de rectitude. Traduction par Aron Wolf et Jean Poliatschek. Préface de Georges Vajda. Paris, 1956.